# (33903) Youssefmoulane
(33903) Youssefmoulane es un asteroide perteneciente al cinturón de asteroides, descubierto el 30 de mayo de 2000 por el equipo del Lowell Observatory Near-Earth-Object Search desde la Estación Anderson Mesa (condado de Coconino, cerca de Flagstaff, Arizona, Estados Unidos).

## Designación y nombre
Designado provisionalmente como 2000 KH68. Fue nombrado por Youssef Moulane (nacido en 1992) quien es un astrónomo marroquí. Se centra en campañas de observación robótica en grupo de la actividad y evolución de los cometas utilizando las instalaciones y telescopios TRAPPIST en todo el mundo. Es un firme defensor de la investigación astronómica en África.

## Características orbitales
Youssefmoulane está situado a una distancia media del Sol de 2,764 ua, pudiendo alejarse hasta 3,633 ua y acercarse hasta 1,895 ua. Su excentricidad es 0,314 y la inclinación orbital 15,452 grados. Emplea 1678,26 días en completar una órbita alrededor del Sol.
Los próximos acercamientos a la órbita de Júpiter ocurrirán el 15 de julio de 2084 y el 22 de marzo de 2144.

## Características físicas
La magnitud absoluta de Youssefmoulane es 13,04. Tiene 18,302 km de diámetro y su albedo se estima en 0,043.